# 深沢索一
深沢 索一（ふかざわ さくいち、1896年9月4日 - 1947年1月12日）は、日本の版画家。新潟県出身。京都中央商業学校卒。

## 経歴
深沢索一は明治29年(1896年)9月4日に新潟県西蒲原郡巻町（現在の新潟市西蒲区）に生まれ、大正元年(1912年)に家族で上京。初めは小説家を志していたが、大正10年(1921年)に諏訪兼紀(1897年 - 1932年)と出会い、木版画に道を定める。大正11年(1922年)第4回日本創作版画協会展に入選し、このほか日本版画協会、春陽会、日展などに出品。風景画を得意とし、浅彫りを多用とした独特の作風で、多色木版やモノクロ木版による作品を相次いで発表した。他にも随筆集の装丁も手掛けたりした。昭和22年(1947年)1月12日死去、享年50。

## 主な作品

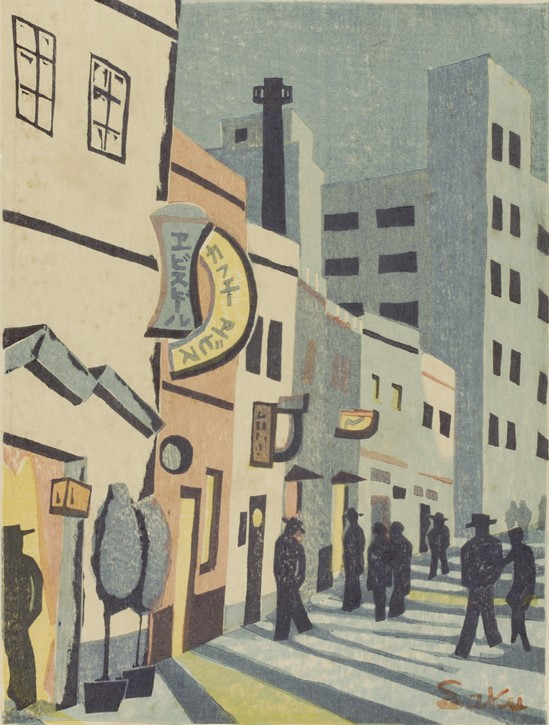
「新東京百景」より「新宿カフェ街」 1930年（東京都現代美術館所蔵[4]）
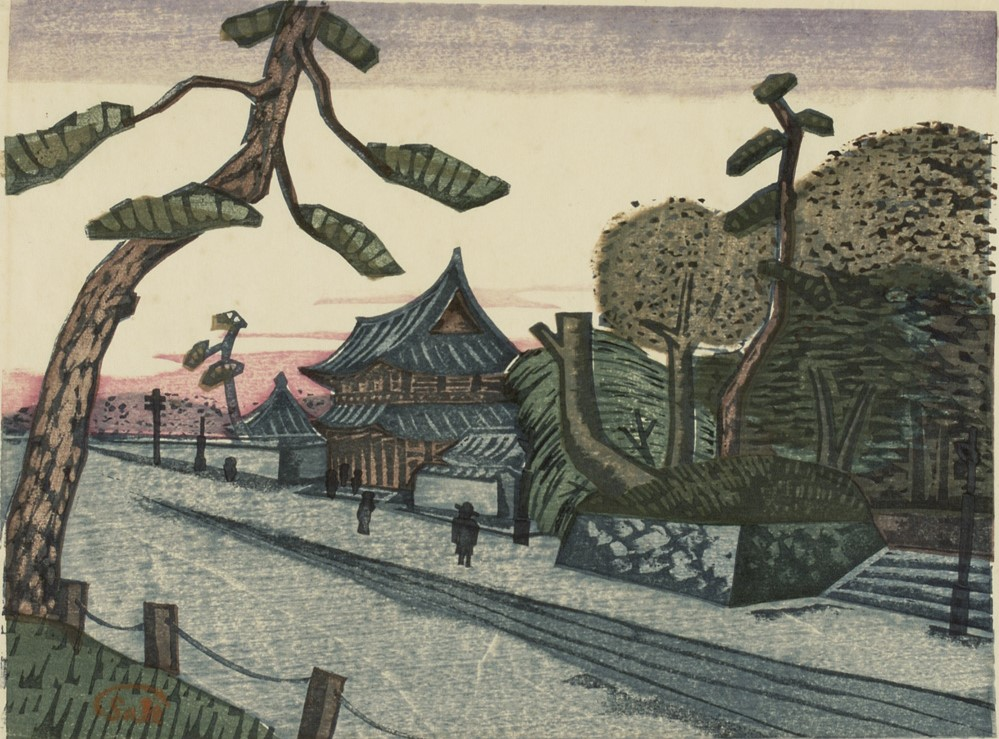
「新東京百景」より「芝増上寺」 1929年（同）
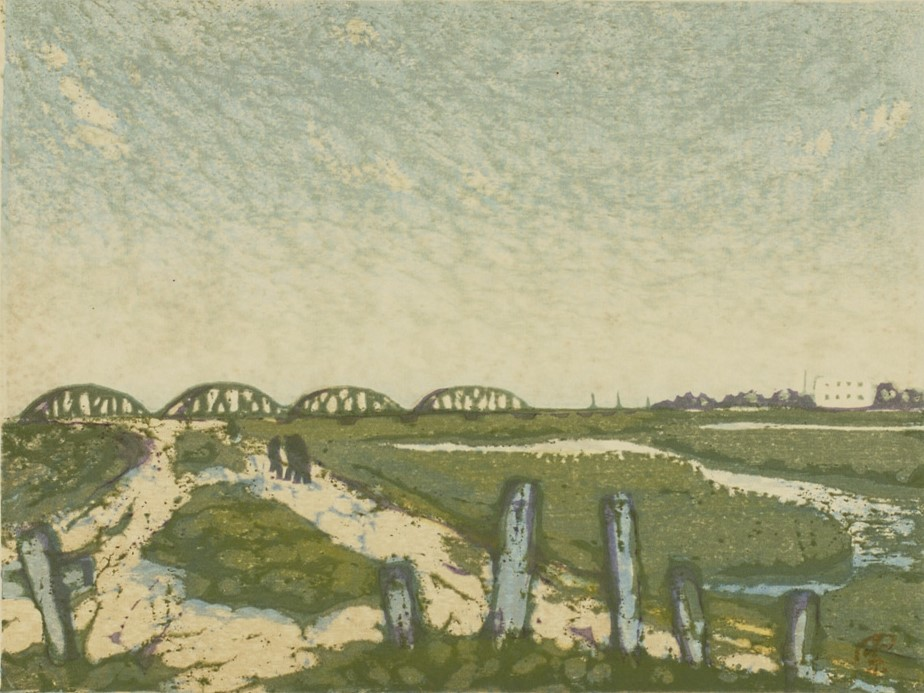
「新東京百景」より「新荒川」 1930年（同）[注 1]
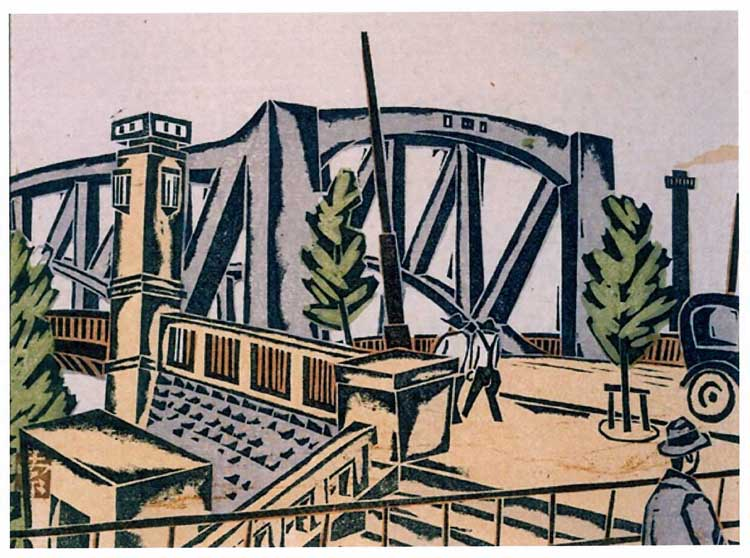
「新東京百景」より『千住大橋』 1932年
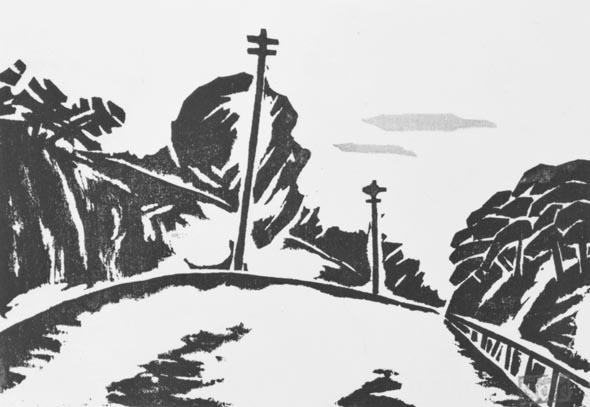
「索一自選小品集　第一輯」より 『切り通し』 1932年
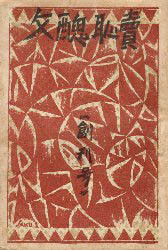
「買恥醜文」創刊号（買恥社、大正13年）表紙、版画：深澤索一
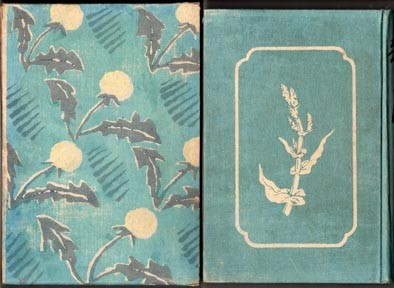
石坂洋次郎著『雑草園』（中央公論社、昭和14年6月）表紙、版画：深澤索一

## 作品集
- 『一つの道　第一版画集』 1921年[2]
- 『新東京百景』 1929年～1932年 恩地孝四郎、諏訪兼紀他共作[1][注 2]
- 『索一自選小品集 第一輯』 1932年